# Base aérienne de Payerne
L'aérodrome de Payerne (code OACI : LSMP) ou base aérienne Payerne est le principal aérodrome des Forces aériennes suisses situé à Payerne, en Suisse. Ouvert en 1921, il s'est également ouvert à une utilisation civile en 2013.
Pour toutes les opérations de vols militaires et civils, la Base aérienne est responsable des services de sauvetage et de lutte incendie et de l’entretien de la piste et des voies de roulages. Skyguide assure le service de navigation aérienne, et un service douanier est également disponible permettant l’opération de vols internationaux extra et intra Schengen.

## Situation
La base aérienne et la place d'armes occupent une superficie d'environ 320 hectares : 170 sur le canton de Fribourg et 150 sur le canton de Vaud. En y additionnant les places de tir et les détachements extérieurs l'ensemble représente environ 500 hectares, dont 350 sur le canton de Fribourg.
La partie civile quant à elle, d'une surface de 40 hectares, se situe au sud de la piste et est divisée en deux zones. Aeropole 1 qui offre un accès direct à la piste et Aeropole 2 qui a un accès indirect à la piste. La société Swiss Aeropole SA s'occupe de la gestion des opérations aéronautiques civiles ainsi que du technoparc associé.
| \| 20 km1:1 107 000 \| EuroAirport Basel-Mulhouse-Freiburg Zurich Genève Berne Birrfeld Bressaucourt Fribourg Granges La Chaux-de-Fonds Lausanne Lugano Samedan Saint-Gall Sion Alpnach Buochs Dübendorf Emmen Payerne Ambri Amlikon Bad Ragaz Bellechasse Bex Biel-Kappelen Buttwil Courtelary Dittingen Fricktal-Schupfart Gruyère Hasenstrick Hausen am Albis Kägiswil La Côte Langenthal Locarno Lodrino Lommis Luzern-Beromünster Mollis Montricher Neuchâtel Môtiers Münster Olten Rarogne Reichenbach Saanen Schaffhausen Schänis Sitterdorf Speck-Fehraltorf St. Stephan Thoune Triengen Wangen-Lachen Winterthur Yverdon-les-Bains Zweisimmen |
| 20 km1:1 107 000 |

## Histoire
La base aérienne de Payerne est créée en 1921. Elle s'est depuis continuellement développée, pour devenir aujourd'hui, la principale base de la force aérienne suisse. Une partie civile est dédiée à l'aviation d'affaires.

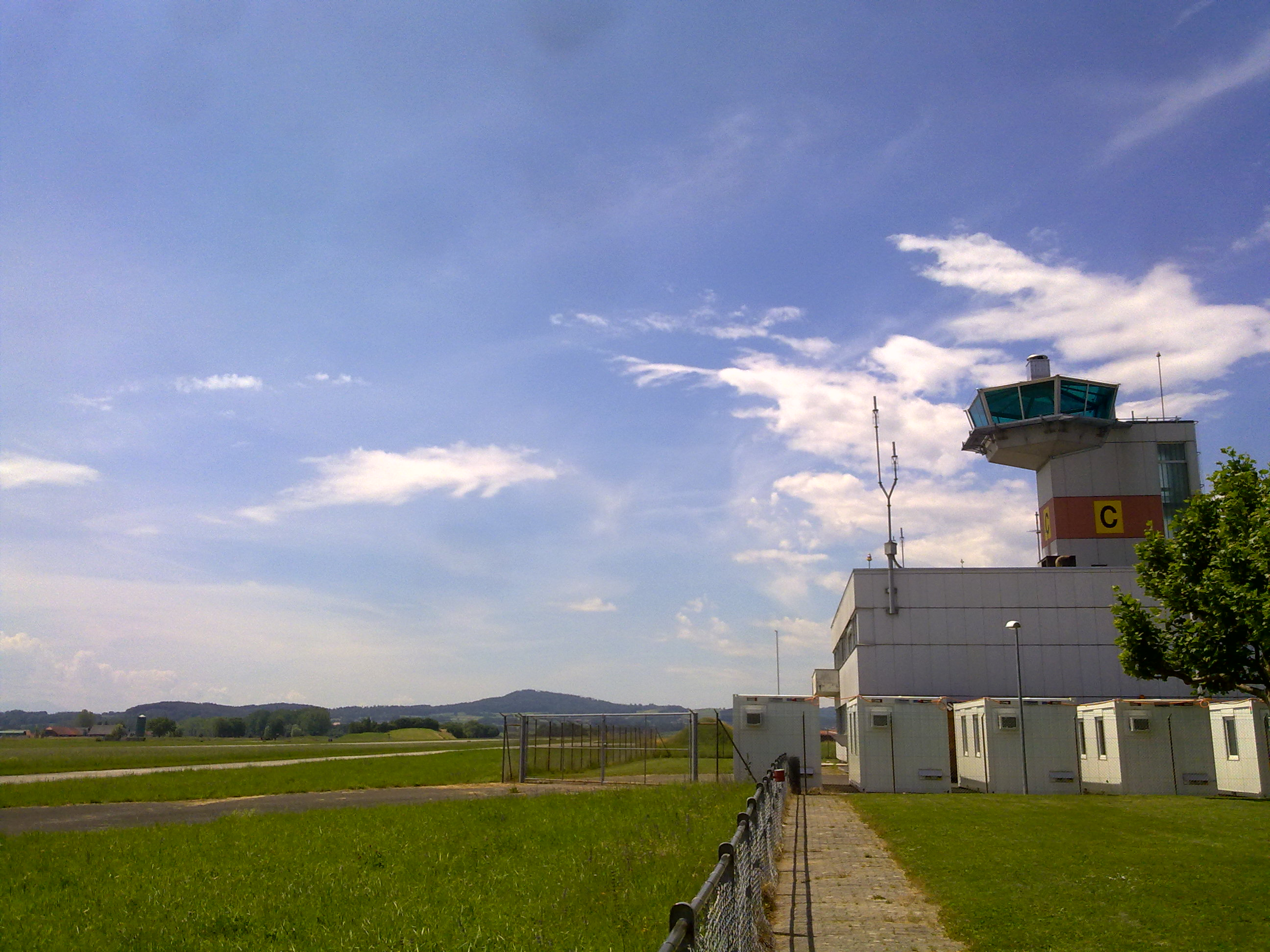
Ancienne tour de contrôle.
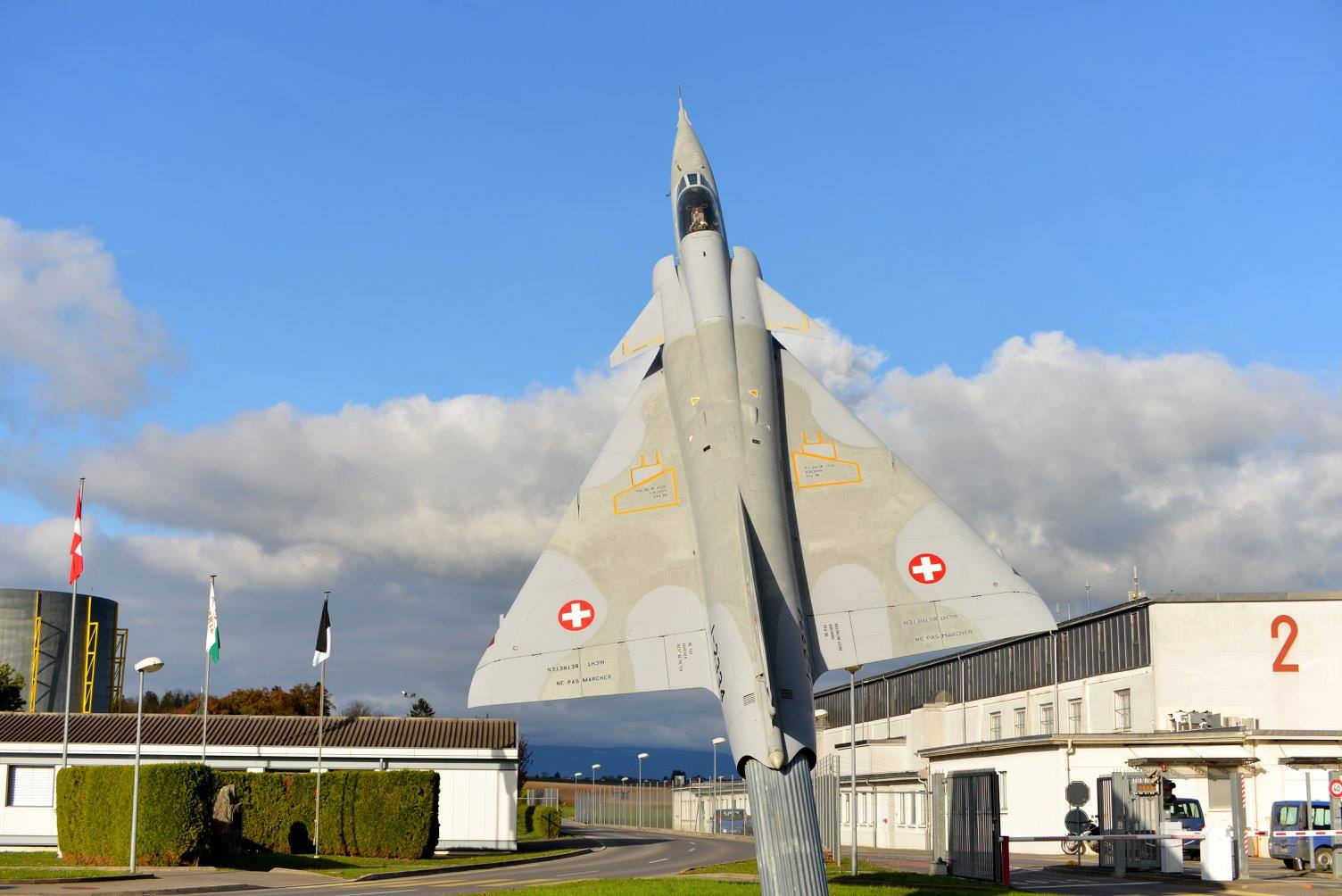
Mirages IIIS à l'entrée de la base.
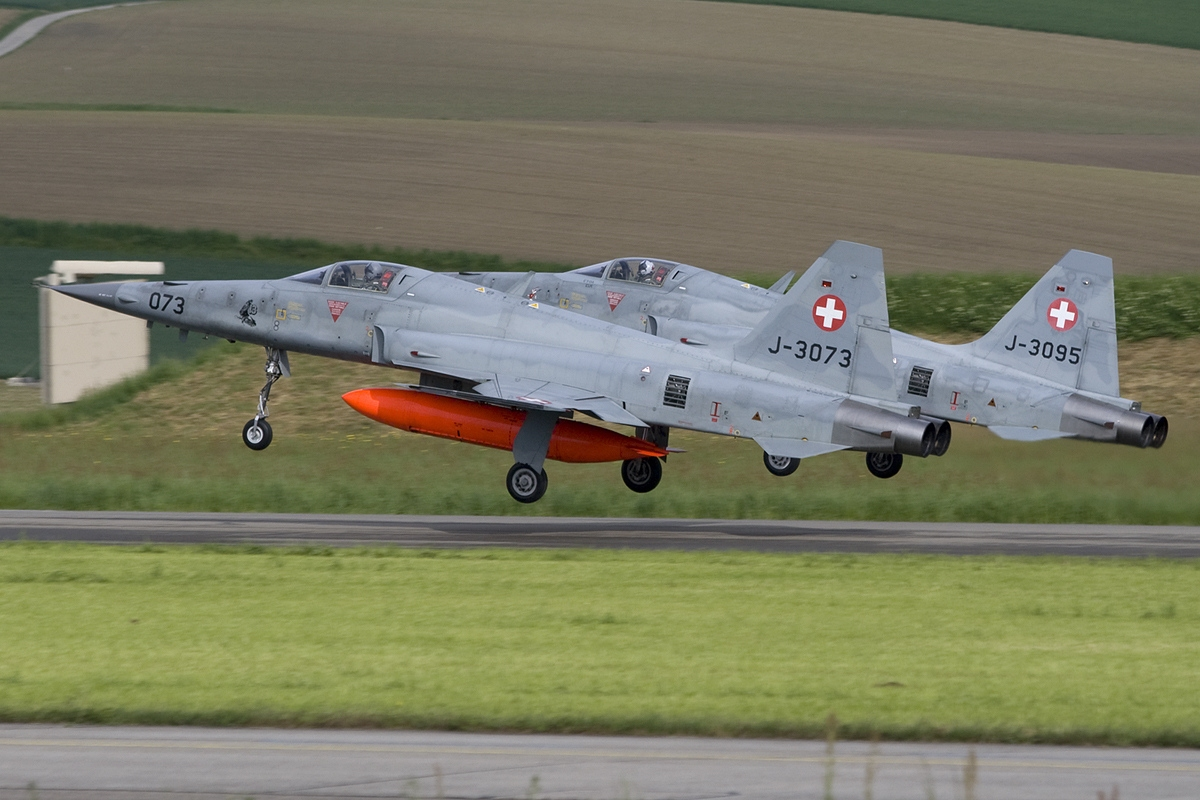
Deux F-5E Tiger II au décollage.
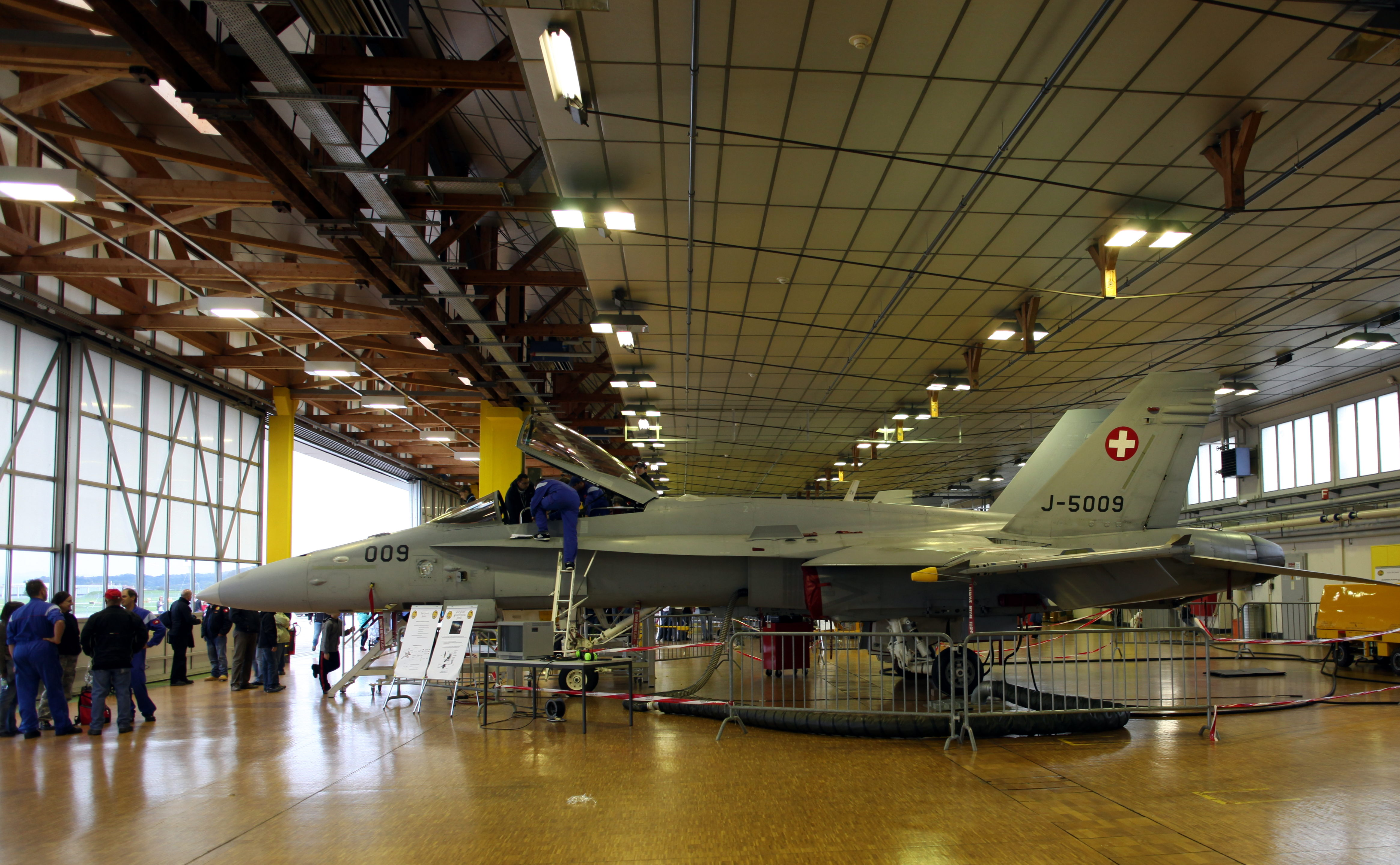
Un hangar lors d'une journée porte ouverte.

## Base aérienne
Afin de garantir les opérations aériennes et la maintenance des aéronefs et des systèmes, la base aérienne pourvoit 230 places de travail, auxquelles il faut ajouter ceux de la Base logistique de l'Armée et de Skyguide. Elle compte également 16 apprentis polymécaniciens et 16 apprentis électroniciens.
La base aérienne (BA11) accueille chaque année des cours d’escadrille, un cours de répétition et des entrainements individuels et isolés de pilotes de milice. Depuis le retrait des Forces aériennes fin 2017 de Sion, la base aérienne 14 a été transférée à Payerne.
Les aéronefs stationnés sont des F/A 18C/D Hornet, des F-5E/F Tiger II, des Pilatus d’entraînement (PC-6T, PC-7, PC-9 et PC-21) ainsi que des hélicoptères (AS532 Cougar, AS332 Super Puma et EC635).

## Partie civile
Le siège du Service suisse d'enquête de sécurité (SESE), organisme de la Confédération notamment chargé des enquêtes sur les accidents d'aviation, est situé sur le côté sud de la piste, dans le hangar ayant accueilli le projet de Solar Impulse.
La plus grande partie de la base aérienne et la tour de contrôle se situent du côté nord de la piste de 2.8 km, alors que la partie civile se développe du côté sud. 

### Swiss Aeropole
La COREB (communauté régionale de la Broye), exploitant civil a délégué l'exploitation opérationnelle à Swiss Aeropole en 2017.
L’exploitant civil dispose d’un quota annuel de 8400 mouvements pour l’aviation d’affaires. Les demandes de vols civils se font par le biais de demandes PPR (Prior Permission Required).
En 2017, le Boschung Technology Center a été inauguré et regroupe les deux sociétés de la compagnie Boschung, soit Marcel Boschung AG et Boschung Mecatronic AG. 
Le tarmac civil sert également de base opérationnelle au projet SolarStratos.
D’autres sociétés, toutes ayant un lien avec l’aviation, se sont également installées dans la bâtiment Payerne Airport : Swiss Aero Pro, Fimutens Suisse SA, QJET, Vertical Master et AFS all-financial-solutions GmbH et d'autres. 

### Speedwings
En mars 2019, le terminal d’aviation d’affaires « Payerne Airport ».[Quoi ?] En plus de sa fonction de terminal, Speedwings gère les 6'600m2 de hangars pour avions. Plus de 3000m2 de bureaux (salles de conférences, salles de séances, espace coworking).
La société Speedwings Handling Services coordonne tous les services au sol en lien avec l'aviation d'affaires. Elle assure notamment l'approvisionnement en JET A-1, le dégivrage, l'accueil des équipages et passagers, le servicing (vidange toilettes, GPU, eau potable...) l'attribution des places de stationnement pour les aéronefs ainsi que divers services de conciergerie (nettoyage des véhicules des clients, catering, réservation de transports terrestres ou par voie aérienne...). En outre, Speedwings dispose de 4 chambres tout confort pour équipages, ainsi que plusieurs salons. 

## Musée Clin d’Ailes
Le musée de l'aviation militaire de Payerne Clin d'Ailes présente à son public des avions militaires suisses de la génération des réacteurs et turbines. Il est situé sur la base aérienne de Payerne en Suisse. Il montre une douzaine d'avions et hélicoptères dans deux halles d'exposition. Pendant deux à trois semaines de service de vol, le musée présente un Mirage III DS en vol.

## Espace Passion
L’association Espace Passion a comme but d’œuvrer au rassemblement et à la conservation du patrimoine aéronautique militaire. Espace Passion organise, entre autres, des visites de bases aériennes étrangères, d’usines de construction d’avions ainsi que des voyages pour assister à des meetings aériens.

## Événements
L’aérodrome organise des grands meetings aériens comme Air04 et Air14. En 2021, il est prévu de célébrer les 100 ans de la Base aérienne.